# Jan De Vroey
Jan De Vroey (Johannes Emmanuel De Vroey) (Antwerpen, 6 mei 1872 - Berchem, 31 augustus 1935) was een Antwerpse bouwmeester en architect die voornamelijk actief was in Berchem. Hij was ook leraar aan de tekenschool van Berchem.

## Biografie

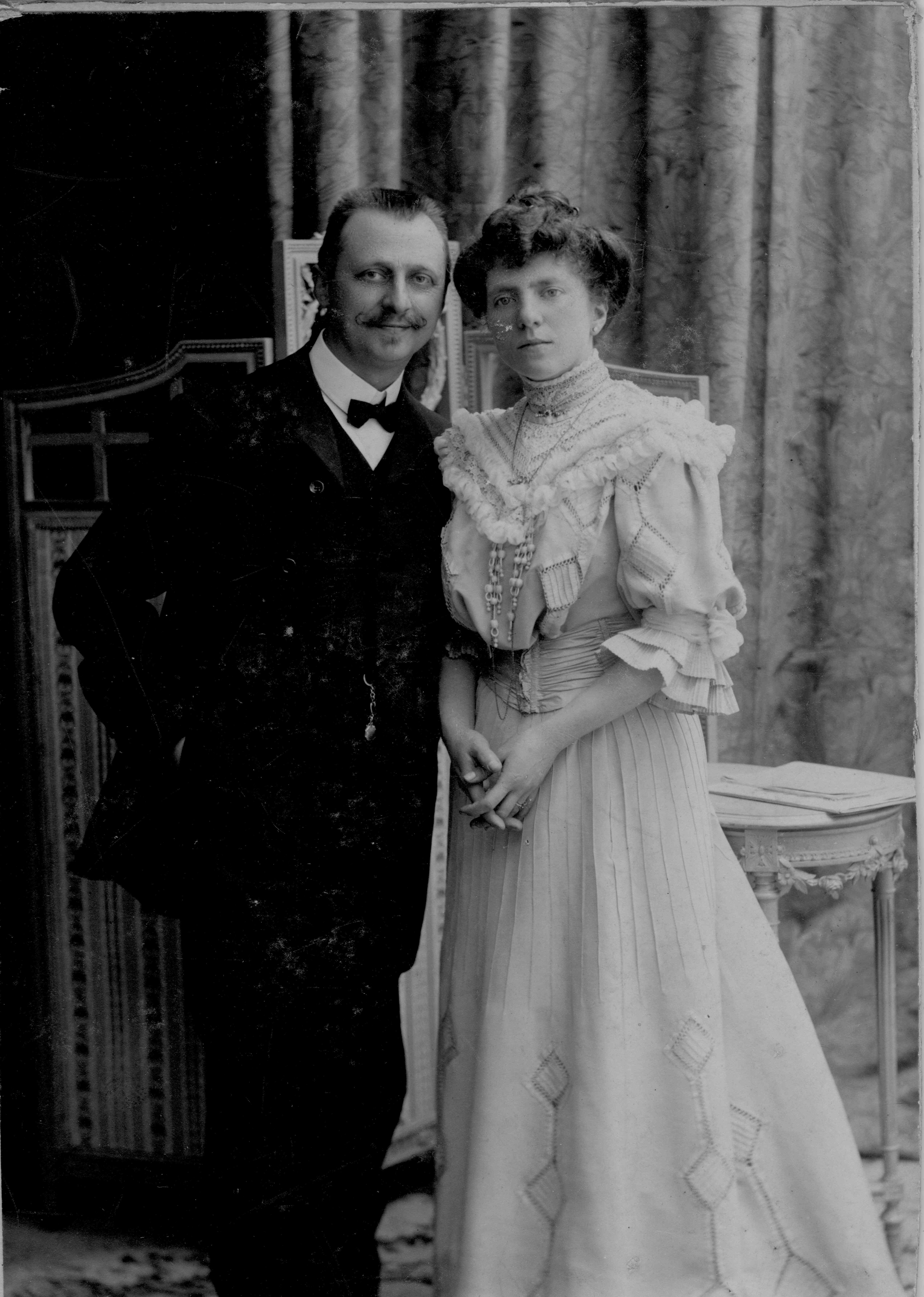
Jan De Vroey & Léonie Van Brée (trouwfoto, 1900)

Jan De Vroey werd op 6 mei 1872 in Antwerpen geboren als zoon van Henri De Vroey (makelaar in goederen) en Maria Cuppens. Hij huwde met Léonie Van Breé in 1900 en vestigde zich in 1903 als architect in Berchem. Hij woonde in - en had zijn atelier op de Terlinckstraat Nr 2 te Berchem tot aan zijn dood. Zijn vader Henri De Vroey was oorspronkelijk uit Aarschot maar verhuisde naar Antwerpen na zijn huwelijk met de Antwerpse Maria Cuppens.
Jan De Vroey en Léonie Van Brée hadden drie kinderen. Zoon Léon werd ingenieur-architect en volgde in zijn vaders voetsporen. Jan De Vroey heeft verschillende afstammelingen waaronder achterkleinzoon Vincent De Vroey (geboren 1971) die sinds 2014 Directeur Civiele Luchtvaart is bij de Aerospace, Security & Defense Industries Association of Europe (ASD) .
Tot de bouwwerken van Jan De Vroey behoren het Hotel Wagner aan de Frankrijklei, het huis Van Brée aan de Mechelsesteenweg 164, de Banque du Crédit Anversois aan de Gasthuisstraat, en de Banque du Crédit Commercial aan de Lange Clarenstraat: alle te Antwerpen. Ook de Sint-Hubertuskerk, de meisjesschool en het huis de Merode te Berchem zijn door hem ontworpen. Jan De Vroey restaureerde de gevel en de achterbouw van het Hof van Liere in de Prinsstraat te Antwerpen. Een gedetailleerde lijst is te vinden op :  De Vroey, Jan | Inventaris Onroerend Erfgoed
In 1904 werd De Vroey tot plaatsvervangend provincieraadslid verkozen voor het kanton Borgerhout, waartoe Berchem ook behoorde. Herverkozen als plaatsvervangend provincieraadslid in 1912 volgde hij op 1 juli 1919 de tijdens de Eerste Wereldoorlog overleden Jan Moorkens op. De Vroey zetelde in de provincieraad tot 27 november 1921.
Voor zijn carrière als architect werd hij tot Ridder in de Kroonorde geslagen en ontving hij de Godecharleprijs voor Architectuur. Hij werd in 1899 lid van de Koninklijke Maatschappij der Bouwmeesters van Antwerpen (KMBA) waar hij ook verschillende bestuursfuncties bekleedde.
Jan De Vroey was een neef van Henri De Vroey (1870-1914) die in 1914 werd vermoord tijdens de Duitse represailles in Aarschot. De zoon van Henri De Vroey  was Priester  Jozef De Vroey (1912-1999) die hierover het boek 'De eeuw van de Ekster' schreef.
Jan De Vroey overleed op 31 augustus 1935 ten gevolge van leverkanker. Hij werd begraven op 4 september 1935 op de begraafplaats van Berchem. Het graf bevindt zich op perk 11 - Eb - 49.

## Galerij

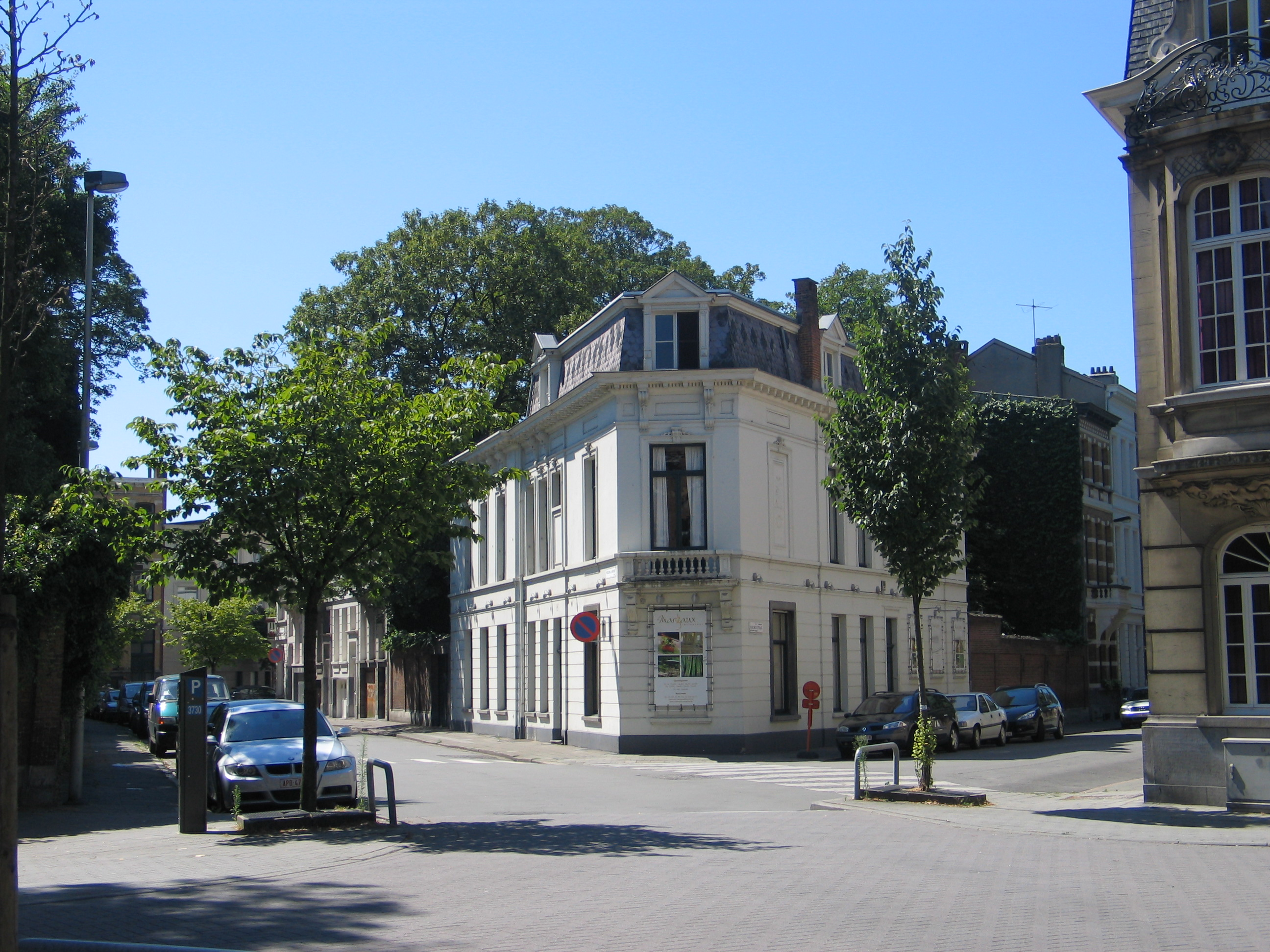
Huis en atelier van Jan De Vroey (Terlinckstraat 2, Berchem)
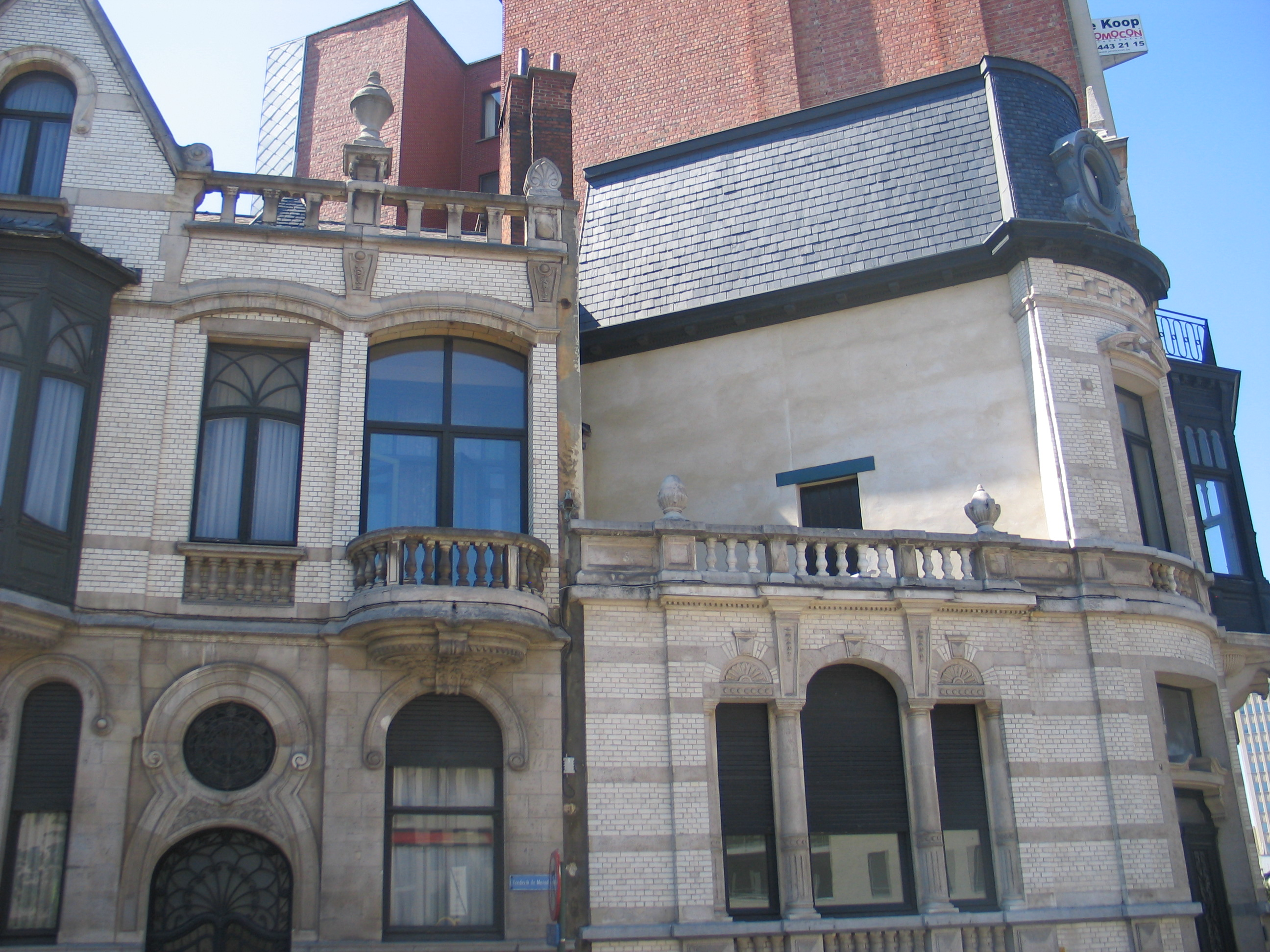
Huis de Merode (de Merodeplein, Berchem)
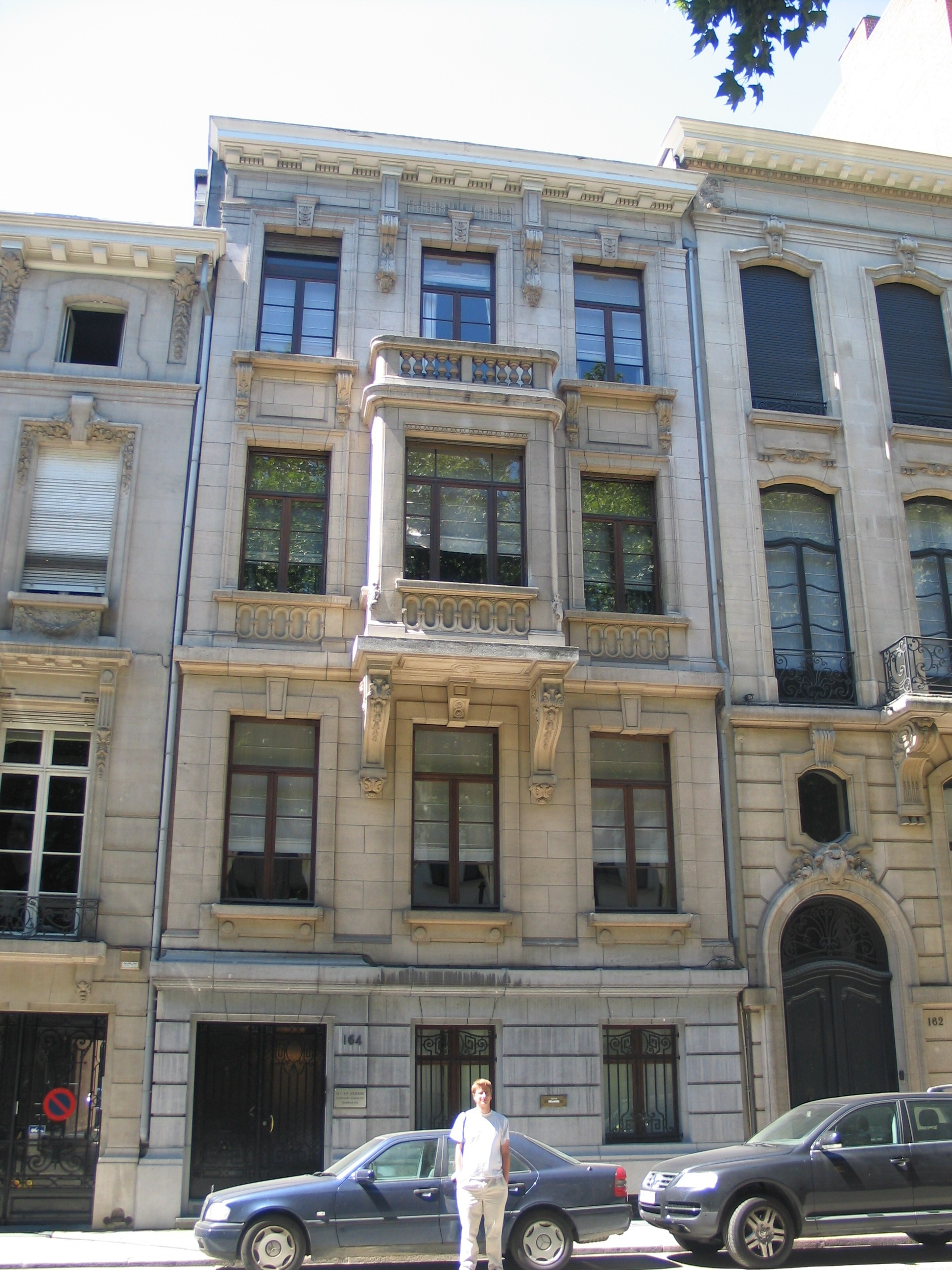
Huis Van Brée (Mechelsesteenweg 164, Antwerpen)
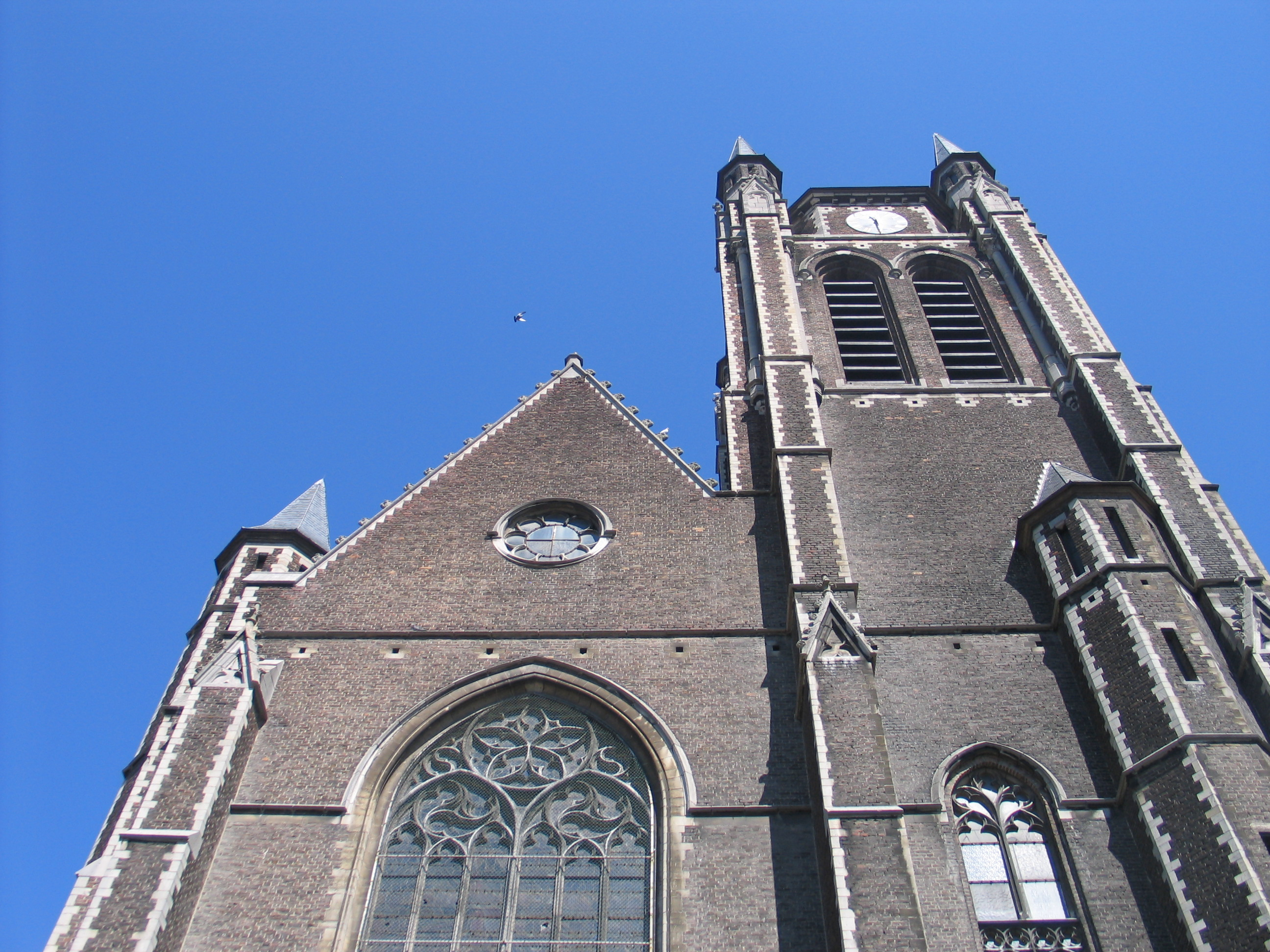
Sint-Hubertuskerk (Victor Jacobslei, Berchem)
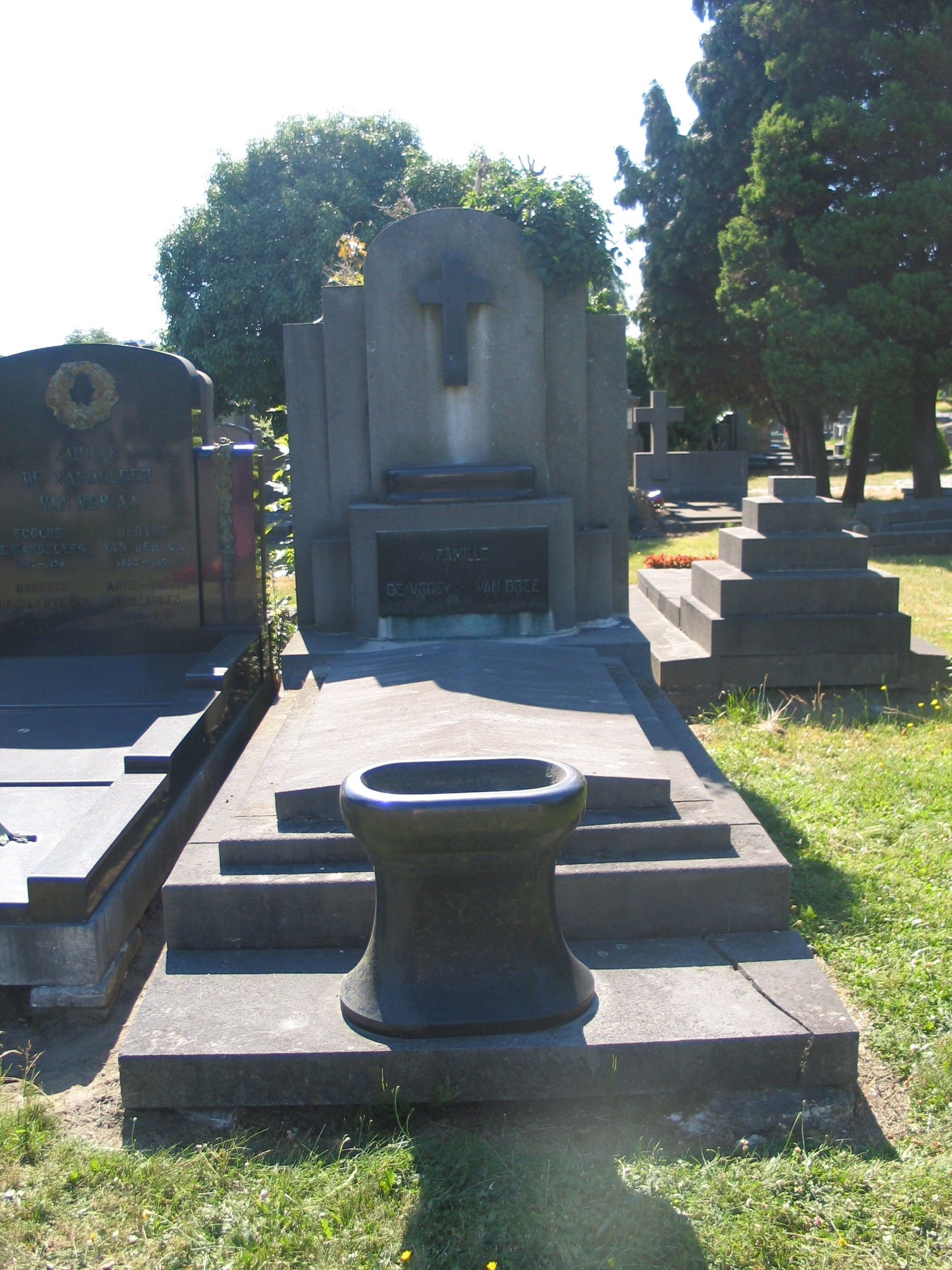
Graf De Vroey - Van Brée (Berchem)
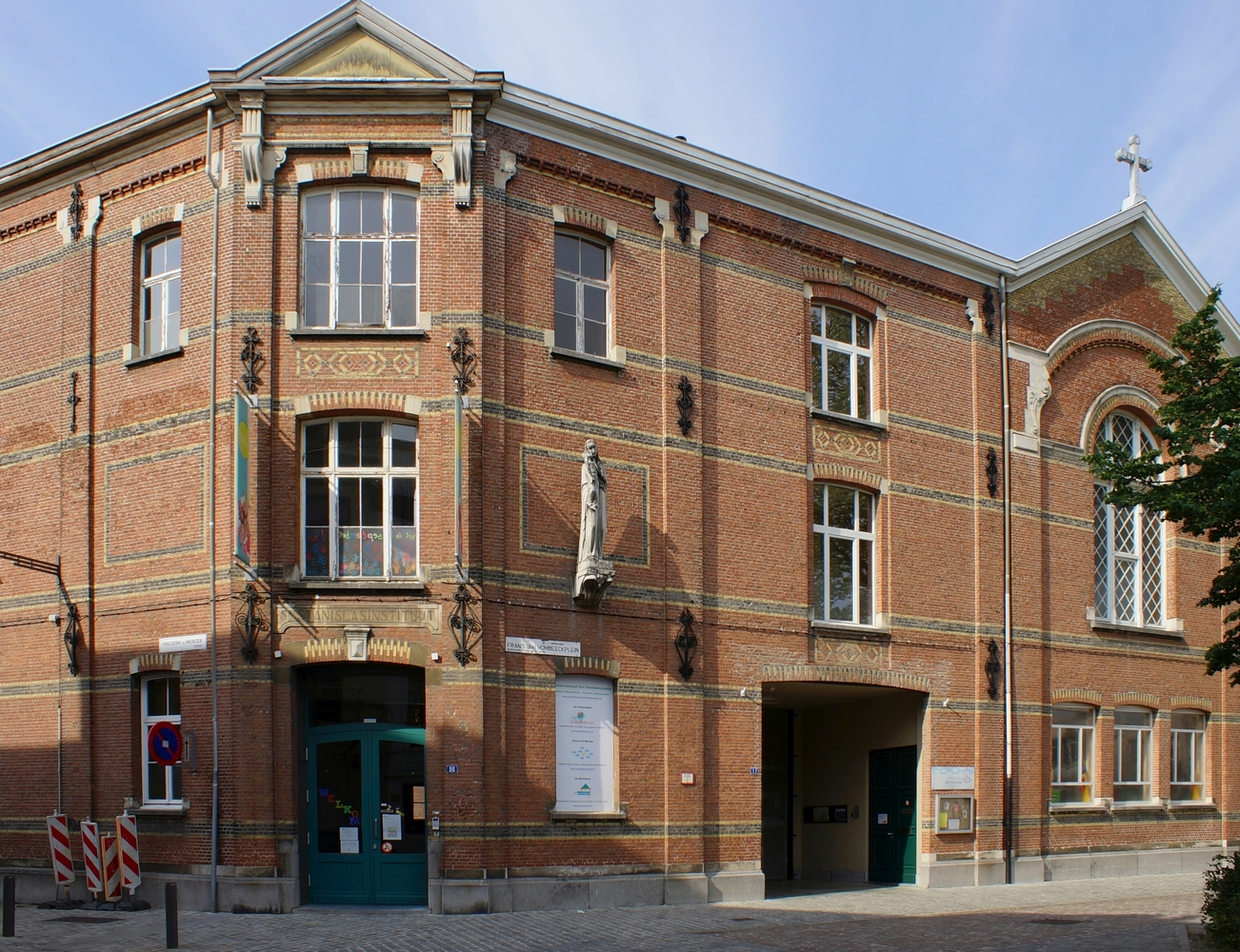
Sint-Stanislascollege (Frederik de Merodestraat / Frans Van Hombeeckplein) (Berchem)
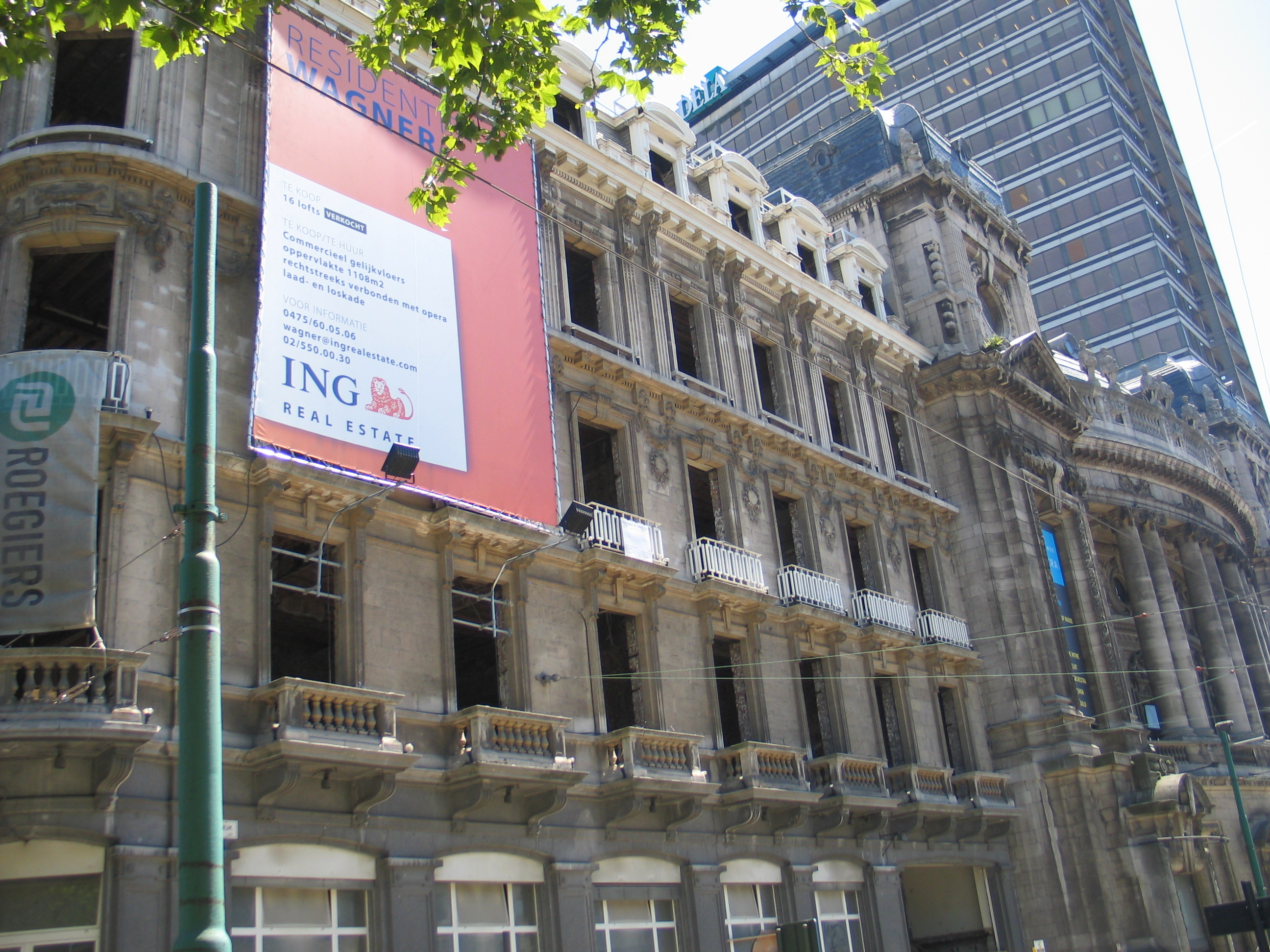
Voormalig Hotel Wagner, thans Residentie Wagner (Frankrijklei, Antwerpen)